# Łukasz Sarnacki
Łukasz Sarnacki, pseud. Icanraz (ur. 17 kwietnia 1984) – polski perkusista, muzyk sesyjny, nauczyciel gry na perkusji. Łukasz Sarnacki znany jest przede wszystkim z występów w zespołach blackmetalowych Abused Majesty, Christ Agony, Hermh czy Devilish Impressions. Od 1998 roku występował również w zespołach: Naumachia, Deathcon, Via Mistica, Diseased oraz Pigface Beauty. Jako muzyk sesyjny nagrywał albumy z takimi wykonawcami jak: Zorormr, Asgaard, Voidfire, Allone, Darzamat, Markiz De Sade. Jako muzyk koncertowy udzielał się  także w zespołach Ostrov, Effect Murder, Hellraizer czy Desert Rose.
Od 2015 roku jest członkiem zespołu Corruption. W 2018 dołączył do składu Virgin Snatch.
W swoim dorobku ma ponad 25 oficjalnie wydanych płyt oraz koncerty w całej Europie. W 2019, wraz z zespołem Virgin Snatch został nominowany w plebiscycie Fryderyki za najlepszy album metalowy 2018 roku.
Od 2013 roku prowadzi w Białymstoku prywatną szkołę muzyczną o profilu rockowym Rockalizacja, w której z powodzeniem kształci kolejne pokolenia młodych adeptów perkusyjnego rzemiosła.
Jest oficjalnym endorserem firm Mapex, Istanbul Agop, Agner Drumsticks, Roland, Czarcie Kopyto, Soundargov Cables, Evans oraz Bull Cases.
Jest autorem szkoły na perkusję Zza Ucha, publikowanej w Magazyn Perkusista w 2018 roku.

## Dyskografia
Corruption
- Spleen (2017, self released)
- Ruin Of A Man (2018, self released)

Devilish Impressions
- Diebolicanos - Act III: Armageddon (2008, Conquer Records; 2008, Empire Records)
- Simulacra (2012, Icaros Records; 2012, Lifeforce Records; 2013, MSR Productions; 2016, Mort Productions)
- Adventvs - Eritis Sicut Deus (2014, self released; 2015, Hammerheart Records)
- The I (2017, Lifeforce Records)

Abused Majesty
- Thee I Worship (demo, 1999)
- Gods Are with Us (demo, 2001)
- Serpenthrone (2004, Empire Records; 2005, Adipocere Records)
- Crusade for Immortality (demo, 2006)
- ...So Man Created God in His Own Image (2008, Empire Records; 2009, Witching Hour Productions)

Hermh
- Before the Eden – Awaiting the Fire (2004, Pagan Records)
- Eden’s Fire (2006, Pagan Records, Empire Records)
- After The Fire - Ashes (2008, Pagan Records)

Inne
- Diseased – Alternative Emotions (demo, 2001)
- Via Mistica – Testamentum (In Hora Mortis Nostre) (2003, Metal Mind Productions)
- Christ Agony – Condemnation (2008, Razor Productions)
- Naumachia – Black Sun Rising (2009, Witching Hour Productions)
- Asgaard – Stairs to Nowhere (2012, Icaros Records)